# Uitgeverij Helmond
Uitgeverij Helmond was een uitgeverij gevestigd te Helmond. Er werden streek- en familieromans, non-fictie-boeken (vooral vertalingen) en stripboeken uitgegeven. Het was de opvolger van de firma Van Moorsel & Van den Boogaart. 
Uitgeverij Helmond was gevestigd aan de Zuid-Koninginnewal in Helmond. Een van de eerste uitgaven was de regionaal verschijnende krant Zuidwillemsvaart (krant). Zij trad op als mede-uitgever van het van 1917-1957 verschijnende liberaal landelijk katholiek weekblad De Nieuwe Eeuw. Als Daarnaast verscheen hier van 1924 tot 1938 het landelijke dagblad De Morgen waarvan de uitgave vanwege financiële problemen gestaakt moest worden.
De uitgeverij werd per 1 januari 1993 overgenomen door Kok te Kampen.

## Helmond en Lombard
Van sommige strips die in de jaren zeventig en tachtig verschenen zijn de albums zowel door Helmond als uitgeverij Lombard uitgegeven. Het verschil tussen deze albums is minimaal, alleen aan het logo is te zien dat de albums verschillen. De reden hiervoor is dat de oorspronkelijke uitgever, Lombard, voor Nederland de uitgaven door Helmond liet verzorgen. Daarom komen Helmonduitgaven relatief gezien vaker voor in Nederland en zijn de Lombarduitgaven zeldzamer. In België is de situatie net andersom. Verhoudingsgewijs zijn de Lombards zeldzamer en daarom iets duurder dan de Helmonds.
De uitgifte van strips bij Helmond en Lombard liepen niet synchroon. Helmond lag in het begin met veel series achter op Lombard. Daardoor verschenen de eerste druk uitgaven van Helmond soms enkele jaren na de uitgaven door Lombard. Met als gevolg dat op de achterkant bij Helmond soms al albums werden genoemd als "al verschenen", terwijl bij Helmond nog niet het geval was.